# 셋쓰모토야마역
셋쓰모토야마역(일본어: 摂津本山駅, せっつもとやまえき 셋쓰모토야마에키[*])은 일본 효고현 고베시 히가시나다구에 있는 서일본 여객철도의 역이다.

## 역 구조
섬식 승강장으로 2면 4선의 지상역이다. 남북 양 방향에 역사가 있어 승강장과는 지하도를 통해 연결되어 승강장의 고베 방면 가까이에 얽혀있다.
현재 엘리베이터와 에스컬레이터는 설치되어 있지 않아 고령자나 장애인, 유아 등의 승객들의 불편을 증가시키고 있다. 일당 약 2만명 이상이 이용하는 셋쓰모토야마 역의 열악한 승강 환경에 대하여 이용 주민을 위한 승강 환경 개선에 대한 목소리가 높아지자 2008년 9월에 현지 자치회와 부인회에 의해 약 2만 3천명의 서명을 모아 서일본 여객철도와 고베시 당국에 승강 환경 개선을 요청, 그것을 받아들여 개축 공사의 검토가 진행되게 되었다. 현재의 지하도로 얽힌 역사는 개축이 어렵기 때문에 앞으로 고가 역사화될 전망으로, 승강 환경 개선을 위한 설비로는 엘리베이터가 승강장과 개찰구 외에 총4개소가 설치될 예정이다. 또 고베시 당국에 의해 역사 접속이 가능한 신보도교도 신설될 예정이다. 덧붙여 신역사 건설에는 대형크레인 등의 중장기 반입이 필요하지만, 건설용지의 확보가 어렵고, 또 착공을 아직 하지 않았다. 2009년 9월 현재 JR 고베 선에서 승강 환경 개선 작업이 완료되지 않은 곳은 이 역을 포함하여 시오야, 소네 역 등이 해당되는 상태이다.
서일본 여객철도에서 지정한 특정도구시내 제도에 의한 "고베 시내"(약칭 神)의 일부로 어번 네트워크에 속한다. 이에 따라서 이코카 및 제휴 IC 카드의 사용이 가능하다.
| 1 | JR 고베 선 (상행 외측선)  | 통과선                            |
| 2 | ■JR 고베 선 (상행 내측선) | 아마가사키・오사카・기타신치 방면 |
| 3 | ■JR 고베 선 (하행 내측선) | 산노미야・히메지 방면             |
| 4 | JR 고베 선 (하행 외측선)  | 통과선                            |

1번선과 4번선의 승강장은 원래 쇠사슬로 봉쇄해놓았다가 인명 사고의 방지를 위해 2003년 봉쇄 재료를 철문으로 강화하였다.

## 역사
스이타 ~ 스마 간의 국철 운행이 개시된 1934년 7월 20일, 쓰카모토, 다치바나, 고시엔구치, 롯코미치, 모토마치역 등의 역이 신설되었지만 셋쓰모토야마 역은 어느 정도 늦추어진 형태로 신설된 곳이다. 덧붙여 역 설치 전에 1920년 7월 16일에는 이미 한신 급행 전철에 의하여 오카모토역이 북측에 신설되었었다.
당시 아직 고베시에 편입되지 않은 이 지역은 모토야마 촌이 되었지만 전기 철도 운전 계획의 발표에 의해 역 건설의 청원이 진행되었으나 실패하였다. 그 때문에 모토야마 촌에서는 협의회를 열어 1934년 3월 15일에 오사카의 제국철도국에 청원을 실시, 5월 5일에 용지 매수에 따른 보상을 마을이 실시할 것, 4000평 이상의 토지를 제공한다는 조건하에 개설이 허가되었다.
한신·아와지 대지진 후에는 한큐 전철 측이 셋쓰모토야마 역에서 신쾌속 정차역인 아시야를 경유해서 오사카 방면을 향하는 승객들을 저지하기 위해 자사의 오카모토역에 특급을 정차를 실시하고 있다.

### 연표
- 1935년 12월 25일 - 국철 도카이도 본선의 아시야 ~ 스미요시 간에 신설개업하였다.
- 1987년 4월 1일 - 민영화에 따라 서일본 여객철도 소속이 되었다.
- 2003년 11월 1일 - 이코카의 사용이 개시되었다.
- 2007년 3월 - 북쪽 출구 및 남쪽 출구의 개찰구 안에 플라즈마 안내판이 설치되었다.
- 2007년 8월 - 북쪽 출구 및 남쪽 출구의 개찰구 밖에 AED가 설치되었다.

## 인접정차역
| 서일본 여객철도 도카이도 본선 | 서일본 여객철도 도카이도 본선 | 서일본 여객철도 도카이도 본선 |
| ----------------------------- | ----------------------------- | ----------------------------- |
| 고난야마테 교토 방면          | ■ JR 고베 선 보통             | 스미요시 니시아카시 방면      |